# Каганов, Исаак Борисович
Исаак Борисович Каганов (19.02 1904, Горки, Могилевской губернии — 3.05.1978, Ашдод, Израиль) — еврейский поэт, прозаик и мыслитель, писавший на иврите. Так как издание книг на иврите было запрещено советскими властями, Каганов вынужден был скрывать свою литературную деятельность. В 1949 г. был арестован и 6 лет провел в тюрьмах и лагерях, где сочинил и запомнил 480 стихотворений и книгу Торат ха-тамир «Учение о Сокровенном». Театральный деятель и драматург.

## Биография

### Детство и юность
Отец — Берл-Дов, уроженeц деревни Петровичи Могилёвской губернии (ныне Шумяческий район Смоленской области, Россия) владелец небольшой мельницы, мать — Мирьям. Родители дали Ицхаку традиционное религиозное образование, в семье говорили на языках идиш и иврит. Ицхак учился сначала у деда-раввина, затем в хедере и горецкой Талмуд-торе. В юношестве увлёкся идеями сионизма и участвовал в первой конференции Хе-Халуц в Харькове (15-18 января 1918). В конце 1918 г. создал в Горках организацию Агуддат но‘ар леуммит «Ха-Тхия» (Национальная еврейская юношеская организация «Возрождение»).

### Творчество 20-30-х годов на иврите, идиш, работа в театрах
В 1921 г. поступил в Петроградский университет, где проучился два года. Его увлекла поэзия на иврите, которой он решил посвятить всю свою жизнь.
Во время учёбы вступил в "Ассоциацию социалистических писателей «Брейшит» («В начале») при обществе «Хе-Халуц» (Всероссийская трудовая еврейская организация). В первом и последнем сборнике, который издало это общество в 1926 году, появилась его поэма («Из стороны, из края» — "Ми-эвер ми-кацэ (Сборник «Брейшит»). Интересно, что сборник был опубликован в Берлине, хотя в выходных данных написано: Москва и Ленинград. Поэма была посвящена миссии поэта, который, жертвуя собой, освещает путь земного бытия. Автор предчувствует и предсказывает трагизм своей судьбы.
Затем работал учителем в еврейской сельской школе в деревне Верещаки Горецкого уезда. В это время начал писать стихи на идиш и осенью 1925 года в газете «Дер векер» («Будильник») появились его первые стихи на идиш, а в течение года было напечатано около двадцати стихотворений. Это была крестьянская лирика, полная радости работы на земле.
В 1926—1928 гг. служил в Красной Армии. В это время временно отошёл от поэзии.
С 1930 по 1933 гг. учился в Московской государственной еврейской театральной студии (имела статус училища) при государственном еврейском театре в Москве, которой руководил народный артист СССР Соломон Михоэлс. В 1934—1941 гг. работал режиссёром еврейских театров в Симферополе и Днепропетровске, затем работал в русскоязычных театрах.

### Участие в Великой Отечественной войне
Великую Отечественную войну встретил в Ульяновске. В первые дни войны позвал родителей, живших в Симферополе, к себе, в Ульяновск, но родителям было жалко оставлять хозяйство. Мать Мирьям и отец Берл-Дов были убиты фашистами в 1941 году вместе с 16 000 евреев Симферополя.
С первых дней на фронте, командует батарей 76 — 122 мм пушек. Из документов, которые размещены на сайте «Подвиг народа» (портал Архива Министерства обороны России) видно, что он служил в 1943 году в 202-м Краснознамённом лёгком артиллерийском полку 50 стрелковой дивизии. И документы свидетельствуют: Исаак Борисович Каганов (так он был записан в военных документах) «С мая по дек. 1943 воевал в районе Изюм, Барвенко, Лозовая, Славгород, Запорожье, Апостолово в составе 202 артполка 50 стрелковой дивизии. Участвовал в форсировании реки Днепр. Контужен в боях под селом Александровка Днепропетровской области 5 декабря 1943 года»
Лечился два месяца в военном госпитале, а так как во время контузии он потерял слух и речь, 27 апреля 1944 года, гарнизонная военно-врачебная комиссия признала его инвалидом. Указам Президиума Верховного Совета СССР от 21 февраля 1945 года награждён орденом «Отечественной войны» II степени. С 23.УI.1944 г. работал в Ульяновской областной филармонии автором и режиссёром — постановщиком. Затем руководил филармониями в Тамбове, Владимире, а в 1947 году вернулся в Симферополь.

### Аресты в 1949—1953 гг. и творчество на иврите и русском языках
В Симферополе вновь возвращается к литературному творчеству на иврите. Стал изучать Тору и начал писать автобиографический роман «Тахат шамаим ахурим» («Под мрачными небесами»). Так как в СССР издать его было нельзя, он предпринял попытку переправить рукопись в Израиль. За это 12 сентября 1948 года в Симферополе был арестован и вскоре оказался в Лефортовской тюрьме. Вместе с писателями, которые писали на иврите — Ц. Плоткиным, Ц. Прейгерзоном и М. Баазовым следователи объединили их в выдуманную «антисоветскую сионистскую националистическую группу». В тюремной камере он начал повторять ивритский словарь, а затем сочинять стихи и заучивать их на память. Известно, что с 12 декабря до 23 декабря в камере Лефортовской тюрьмы он напишет свои первые десять стихотворений. Всего за период тюремного и лагерного заключения сочинил и запомнил 480 стихотворений. Чтобы их повторить ему требовалось 3 дня.
5 января 1950 года Особое совещание при МГБ приговорило его к 10 годам лагерей за «участие в антисоветской националистической сионистской организации на территории СССР и за распространение нелегальных рукописей». Заключение отбывал в Караганде, в Песчанлаге. В начале, несмотря на тяжёлую контузию, работал на лесозаготовках, а затем его назначали в культурно-воспитательную часть (КВЧ). В лагере Каганов решил написать историко-философскую книгу «Торат ха-тамир» — размышления о судьбе и возрождении еврейского народа. Понимая, что в заключении эту книгу не создать, а если он её напишет, то не опубликует, он решил примкнуть в готовящемуся в лагере восстанию и бежать. И совершил ошибку, так как рассказал одному из заключенных о почти готовой книге стихов, и про план побега. 
Нашёлся предатель, и 2 марта 1953 года Каганова арестовали в лагере. Требовали выдать рукопись. Он понимал, что следователи не поверят, что рукопись в голове. И он сказал: «Да, рукопись была, но я её сжёг!» Но это не спасло от нового приговора. 18 сентября 1953 года военным трибуналом он был приговорен по статье 58-10, 58-14 к высшей мере наказания — расстрелу. 12 апреля 1954 года пришло сообщение, что смертная казнь заменена 25 годами заключения. Ицхака этапировали в Озёрлаг. затем его перевели в лагерь под Вологду, где он опять попал в культурно-воспитательную часть. В октябре 1955 года врачебная комиссия приняла решение освободить его по состоянию здоровья. 
Вскоре он был реабилитирован (за отсутствием состава преступления) по первому обвинению (по второму — только в 1989 году). В последующие годы работал в филармониях Томска, Хабаровска и других городов СССР.

### Репатриация в Израиль
в 1976 году И. Каганов вместе с женой Елизаветой и дочерью Элимой, актрисой и её мужем Александром — театральным художником, репатриировались в Израиль и поселились в Ашдоде.
Через год в Израиле вышел поэтический сборник «Бе-кол шофар» («Гласом шофара», Тель-Авив: 1977), который состоял из десяти тетрадей, каждая — с указанием места написания: Москва, Лефортовская тюрьма; Караганда, камера смертников; Тайшет; Озерлаг и т. д. «Мои книги, — писал И. Каганов в кратком предисловии к „Гласу шофара“, — явились на свет как откровение, как чудо, одновременно с созданием государства Израиль, о чём я так мечтал и грезил». В Израиле он стал подписываться «Ицхак бен Дов ха-Коэн» — Ицхак сын Дова Коэна.
В 1978 году вышла книга «Торат ха-тамир» («Учение о Сокровенном», Тель-Авив: 1978), состоящая из трех частей. В этой книге много глубоких мыслей и философских обобщений, относительно судьбы человечества вообще, евреев и Израиля, в частности. И. Каганов до последних дней работал над мемуарной книгой «Швилин нехирин» («Разведанные тропы»; пока не опубликована). Умер 3 мая 1978 года и похоронен в городе Ашдоде.

## Семья
Жена — Елизавета Сукерник (1909 −1991), артистка.
Дети:
Дочь — Элима (р. 1933), артистка.

## Награды
- Орден Отечественной войны II степени.
- Медаль «За победу над Германией в Великой Отечественной войне 1941—1945 гг.»